# Szymon Kozłowski (astronom)
Szymon Kozłowski (ur. 22 sierpnia 1979 w Zielonej Górze) – polski astrofizyk, profesor doktor habilitowany nauk ścisłych i przyrodniczych.

## Życiorys
W 2004 roku ukończył studia na Wydziale Fizyki i Astronomii Uniwersytetu Zielonogórskiego (kierunek fizyka, specjalność astrofizyka komputerowa). Doktorat na temat: Mikrosoczewkowanie grawitacyjne widziane Kosmicznym Teleskopem Hubble'a oraz w projekcie OGLE-III obronił w 2007 roku na Uniwersytecie w Manchesterze. W 2014 roku przedstawił rozprawę habilitacyjną pt. Kwazary za Obłokami Magellana – nowe metody selekcji kandydatów i ich weryfikacja. 1 sierpnia 2022 roku otrzymał tytuł naukowy profesora nauk ścisłych i przyrodniczych w dyscyplinie astronomia. Od 1 października 2010 zatrudniony na stanowisku adiunkta, od 1 września 2022 na stanowisku profesora, a od 1 października 2024 roku pełni funkcję Zastępcy Dyrektora ds. Naukowych w Obserwatorium Astronomicznym Uniwersytetu Warszawskiego w Warszawie. 
W latach 2005–2006 odbył pięciomiesięczny staż naukowy w laboratorium naukowym w Los Alamos w Stanach Zjednoczonych. W latach 2007–2010 odbył staż podoktorski na Uniwersytecie Stanowym w Ohio, także w Stanach Zjednoczonych.
Jego obszar zainteresowań to kwazary i aktywne centra galaktyk oraz zmienność ich blasku, soczewkowanie grawitacyjne (silne), mikrosoczewkowanie grawitacyjne oraz poszukiwania ciemnej materii. Bierze udział w projekcie OGLE. Kierownik międzynarodowego projektu astronomicznego The Magellanic Quasars Survey. Autor i współautor 320 recenzowanych publikacji naukowych. Laureat stypendium dla wybitnych młodych naukowców Ministerstwa Nauki i Szkolnictwa Wyższego (2011), Medalu Młodego Uczonego Politechniki Warszawskiej (2014) oraz Nagrody Naukowej im. Stefana Pieńkowskiego, Wydziału III Polskiej Akademii Nauk (2014). Kierownik dwóch grantów naukowych przyznanych przez Ministerstwo Nauki i Szkolnictwa Wyższego oraz dwóch grantów OPUS z Narodowego Centrum Nauki.
Członek założyciel Polskiego Towarzystwa Meteorytowego, członek Polskiego Towarzystwa Astronomicznego oraz Międzynarodowej Unii Astronomicznej. W latach 2000–2004 odpowiedzialny za modernizację Obserwatorium Astronomicznego Uniwersytetu Zielonogórskiego w Zielonej Górze. Członek Komitetu Astronomii PAN (kadencja 2020–2023 oraz 2024–2027). Od 19 stycznia 2023 roku prowadzi w serwisie YouTube kanał „W Gabinecie Astronoma” popularyzujący tematykę materii pozaziemskiej – meteorytów. 

## Niektóre publikacje naukowe
- 2021, A Survey Length for AGN Variability Studies, „Acta Astronomica”, 71, 103, Kozłowski, Szymon

- 2017, Limitations on the recovery of the true AGN variability parameters using damped random walk modeling, „Astronomy & Astrophysics”, 597, A128, Kozłowski, Szymon

- 2016, Revisiting Stochastic Variability of AGNs with Structure Functions, „Astrophysical Journal”, 826, 118, Kozłowski, Szymon

- 2013, The Magellanic Quasars Survey. III. Spectroscopic Confirmation of 758 Active Galactic Nuclei behind the Magellanic Clouds, „Astrophysical Journal”, 775, 92, Kozłowski, Szymon, Onken, Christopher A., Kochanek, Christopher S., Udalski, Andrzej, Szymański, M. K., Kubiak, M., Pietrzyński, G., Soszyński, I., Wyrzykowski, Ł., Ulaczyk, K., Poleski, R., Pietrukowicz, P., Skowron, J., Meixner, M., Bonanos, A. Z.

- 2010, Quantifying Quasar Variability as Part of a General Approach to Classifying Continuously Varying Sources, „Astrophysical Journal”, 708, 927, Kozłowski Szymon, Kochanek Christopher S.,Wyrzykowski, Ł., Igor Soszyński, Michał Krzysztof Szymański, Marcin Antoni Kubiak, Andrzej Udalski, Pietrzyński G., Szewczyk O., Ulaczyk K.